# Округ Гарфилд (Монтана)
Гарфилд (енгл. Garfield County) је округ у америчкој савезној држави Монтана.

## Демографија
По попису из 2010. године број становника је 1.206, што је 73 (-5,7%) становника мање него 2000. године.
| Група             | 2000.         | 2010.         |
| Белци             | 1.264 (98,8%) | 1.187 (98,4%) |
| Афроамериканци    | 1 (0,1%)      | 3 (0,2%)      |
| Азијати           | 1 (0,1%)      | 1 (0,1%)      |
| Хиспаноамериканци | 5 (0,4%)      | 3 (0,2%)      |
| Укупно            | 1.279         | 1.206         |